# Adaptations de L'Étrange Cas du docteur Jekyll et de mister Hyde
Pour les adaptations dont le titre est proche ou très proche du titre du roman de Stevenson, voir Docteur Jekyll et Mister Hyde.
 (mai 2025).
 (mai 2025).

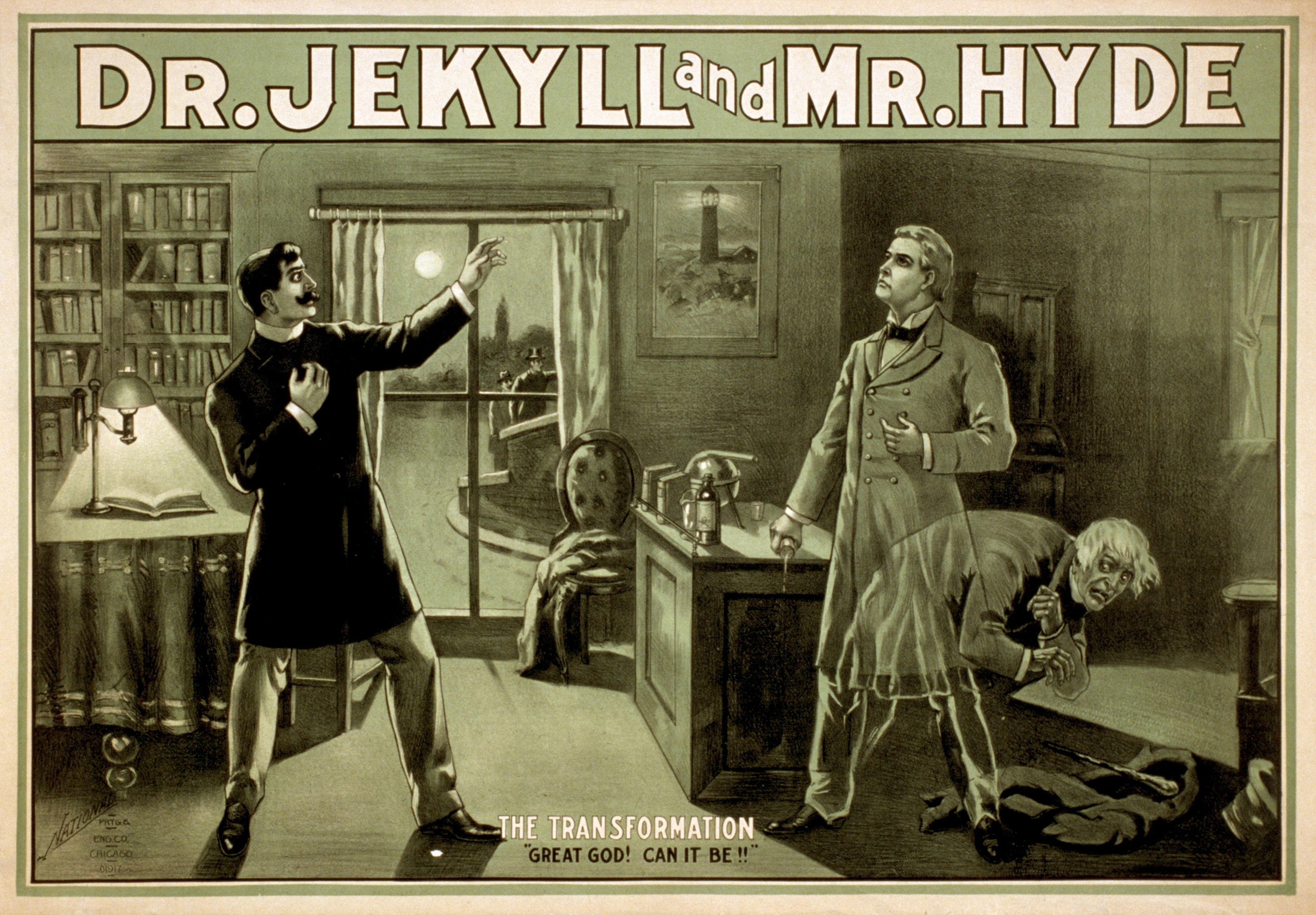
Affiche publicitaire d'une adaptation théâtrale de L'Étrange Cas du docteur Jekyll et de M. Hyde dans les années 1880.

L'Étrange Cas du docteur Jekyll et de mister Hyde, roman court de Robert Louis Stevenson publié en 1886, a fait l'objet de nombreuses adaptations au théâtre (pièce ou comédie musicale), au cinéma, à la télévision, en bande dessinée, etc.

## Au théâtre

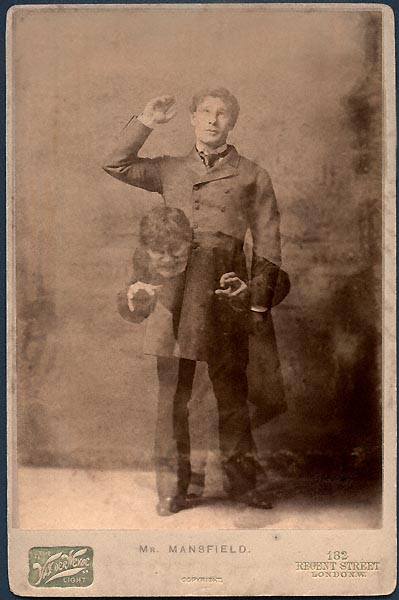
Richard Mansfield jouant le double rôle dans l'adaptation théâtrale, vers 1887.

La première eut lieu à Boston (aux États-Unis) le 9 mai 1887, et le rôle principal était tenu par l’acteur britannique Richard Mansfield.
Il y eut aussi, entre autres, les quelques adaptations suivantes :
- 1888 : Dr Jekyll and Mr Hyde, au Lyceum Theatre de Londres ;
- 2010 : Le Cas Jekyll, adapté et mis en scène par Christine Montalbetti, avec Denis Podalydès.

## Au cinéma

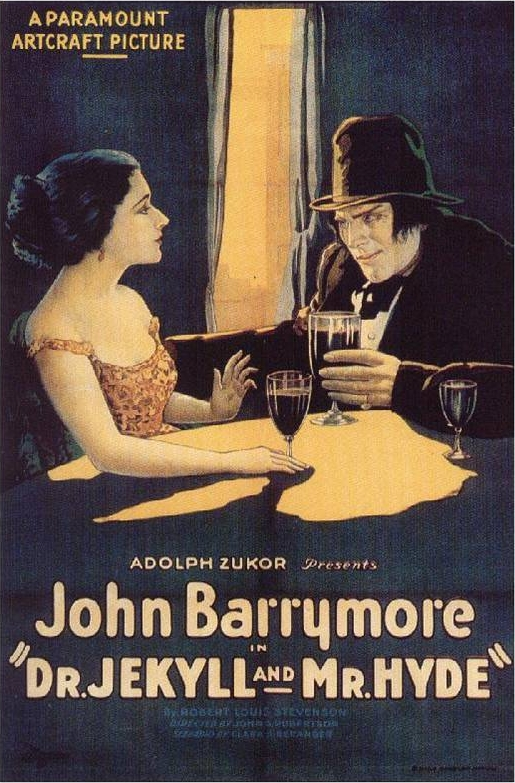
Affiche du film muet Docteur Jekyll et Mister Hyde, de John S. Robertson, sorti en 1920.

On peut citer les films suivants dont le titre est éloigné de celui du roman de Stevenson :
- 1925 : Dr. Pyckle and Mr. Pride, court métrage muet américain réalisé par Scott Pembroke et Joe Rock, avec Stan Laurel ;
- 1953 : Deux Nigauds contre le docteur Jekyll et mister Hyde (Abbott and Costello Meet Dr. Jekyll and Mr. Hyde), film américain réalisé par Charles Lamont, avec Abbott et Costello et Boris Karloff ;
- 1955 : Docteur Bunny et Mister Bugs, dessin animé parodique de Looney Tunes ;
- 1957 : La Fille du docteur Jekyll (Daughter of Dr. Jekyll) d'Edgar Georg Ulmer ;
- 1959 : Le Testament du docteur Cordelier, téléfilm et film français réalisé par Jean Renoir, avec Jean-Louis Barrault (adaptation non officielle) ;
- 1963 : Docteur Jerry et Mister Love (The Nutty Professor), film américain réalisé et avec Jerry Lewis (parodie) ;
- 1971 : Je suis un monstre (I, Monster), film britannique réalisé par Stephen Weeks, avec Christopher Lee ;
- 1979 : Dottor Jekill e gentile signora de Steno ;
- 1981 : Docteur Jekyll et les Femmes, film franco-allemand réalisé par Walerian Borowczyk, avec Udo Kier ;
- 1982 : Jekyll and Hyde... Together Again, film américain réalisé par Jerry Belson, avec Mark Blankfield ;
- 1988 : Docteur Jekyll and Mister Hyde (Edge of Sanity), film anglais réalisé par Gerard Kikoïne.
- 1994 : Richard au pays des livres magiques, film américain de Pixote Hunt et Joe Johnston ;
- 1996  :
  - Le Professeur foldingue, (The Nutty Professor), film américain avec Eddie Murphy (parodie),
  - Mary Reilly, film américano-britannique réalisé par Stephen Frears avec Julia Roberts, John Malkovich et Glenn Close, s'inspirant du thème de Stevenson ;
- 2003 : La Ligue des gentlemen extraordinaires, film américain réalisé par Stephen Norrington avec Jason Flemyng dans le rôle de Jekyll et Hyde ;
- 2004 : Van Helsing, film américain réalisé par Stephen Sommers avec Robbie Coltrane dans le rôle-titre ;
- 2005 : Anniyan, film tamoul réalisé par Shankar, avec Vikram dans le rôle-titre ;
- 2017 : Madame Hyde de Serge Bozon, long métrage français avec Isabelle Huppert, José Garcia et Romain Duris.

## À la télévision
- 1978 : dans la série animée La Panthère rose, l'épisode de 1978 Panthère en voiture (Pink Lightning) montre le docteur Jekyll qui boit une potion le transformant en mister Hyde (de plus, quand il introduit la potion dans le réservoir d'essence de la voiture, cette dernière devient également plus grosse et plus agressive)
- 2007 : Jekyll, mini-série britannique créée par Steven Moffat, avec James Nesbitt.
- Sanctuary, série télévisée américaine, avec Amanda Tapping et Jonathon Young : dans la saison 3 apparaît un ancien collègue d'Helen Magnus qui n'est autre que le docteur Jekyll.
- Un épisode de la série télévisée animée Les Aventures d'une mouche a parodié ce film sous le titre de Docteur Mouche et Mister Bzzz.
- Un épisode de la série télévisée animée, Les Zinzins de l'espace, intitulé Docteur Artichaud et Mister Candy, parodie également l'histoire.
- Un cinékeum des Minikeums a parodié le roman sous le titre Docteur Cokyll et Mister Cokyde.
- Un épisode de la série télévisée animée, Atomic Betty parodie aussi l'histoire sous le nom de Docteur Cérébral et Mister Monstre.
- Un épisode de la série télévisée animée, Mona le vampire, intitulé Docteur Java et Mister Hyde parodie l'histoire où la transformation en monstre est due à du café.
- 2015 : Hyde, Jekyll, Me, série coréenne de Jo Young Gwang.
- 2015: Power Rangers : Dino Super Charge : les principaux antagonistes sont Heckyll et Snide, deux aliens aux personnalités opposées partageant le même corps.
- 2016: Penny Dreadful, série de John Logan, saison 3.
- 2016 : Once Upon a Time, série américaine fantastique, dramatique de Edward Kitsis et Adam Horowitz : saisons 5 et 6.

## Dans la bande dessinée
- Docteur Jekyll et Mister Hyde par Guido Crepax, éd. Albin Michel, 1988.
- Docteur Jekyll & Mister Hyde par Lorenzo Mattotti et Jerry Kramsky, éd. Casterman, coll. « Les Grands Formats », 2002.
- La Ligue des gentlemen extraordinaires par Alan Moore et Kevin O'Neill, éd. Delcourt, 2002.
- Mister Hyde contre Frankenstein, tome 1 « La Dernière Nuit de Dieu » et tome 2 « La Chute de la maison Jekyll », par Dobbs et Antonio Marinetti, éd. Soleil Productions, coll. « 1800 », 2010.
- Le personnage Marvel « Mister Hyde » est directement inspiré du mister Hyde de Stevenson.
- « Jekyll & Hyde », technique utilisée dans le manga Servamp (par les personnages Licht Jekylland Todoroki et Hyde), permettant à ces personnages de changer instantanément de place.
- Achille Talon contre docteur Chacal et mister Bide ! de Michel Greg, éd. Dargaud.
- The Glass Scientists par Sage Cotugno, webcomic (en cours), 2015[1].

## Dans les jeux vidéo
- Dr. Jekyll and Mr. Hyde, sorti sur Nintendo Entertainment System en 1988.
- Le jeu d'action pour PC Jekyll and Hyde, édité par Cryo en 2001, s'inspire très librement de la nouvelle de Stevenson.
- Le jeu sur Nintendo DS Énigmes & Objets Cachés : Dr Jekyll & Mr Hyde, édité par Micro Application le 16 août 2010.
- Le jeu sur mobile Fate/Grand Order représente Jekyll et Hyde comme étant une seule et même personne. Leurs noble phantasm permet à Jekyll d’échanger sa place avec Hyde pour que ce dernier tue l’adversaire.
- Le jeu MazM : Jekyll and Hyde, sorti le 25 juillet 2018.

## En musique
- Serge Gainsbourg : Docteur Jekyll et Mister Hyde (1966)
- The Who : Dr. Jekyll and Mr. Hyde (album Magic Bus: The Who on Tour, 1968)
- Philippe Chatel : Mister Hyde (1978)
- The Damned : Dr Jekyll and Mister Hyde (album The Black Album, 1980)
- Men at Work : Dr. Heckyll And Mr. Jive (album Cargo, 1982)
- Frank Wildhorn, Steve Cuden et Leslie Bricusse : Jekyll et Hyde (comédie musicale, 1990)
- Jean Leloup : Dr Jekyll and Mister Hyde (1991)
- Millencolin : Dr. Jackal & Mr. Hide (album Life on a Plate, 1996)
- Iced Earth : Jekyll and Hyde (album Horror Show, 2001)
- Renaud : Docteur Renaud, Mister Renard (2002)
- Tété : L'Abominable Hyde (2003)
- Seasick Steve : Dr. Jekyll and Mr. Hyde (album Cheap, 2007)
- BB Brunes : Mr. Hyde (album Blonde comme moi, 2008)
- Gabry Ponte : Dr. Jekyll and Mr. DJ (2009)
- Lara Fabian : Mademoiselle Hyde (2010)
- Halestorm : Mz. Hyde (album The Strange Case Of…) (2012)
- Marcus Miller : Jekyll & Hyde (2012)
- Ezra Furman : Dr Jekyll & Mr.Hyde (2013)
- VIXX : Hyde (2013)
- Hatsune Miku et IA (Vocaloid) : Jekyll & Hyde (2014)
- Ice Nine Kills : Me, Myself and Hyde (2015)
- Five Finger Death Punch : Jekyll and Hyde (2015)
- Hiatus Kaiyote : Jekyll (2015)
- Loïc Nottet : Doctor (2017)
- Exo : Jekyll (2019)
- Bishop Briggs : Jekyll & Hide (2019)
- Scarlxrd : Jekyll & Hyde (2022)
- TAN (groupe) : Jekyll & Hide (2023)